# Angelica Page
Angelica Page (New York, 17 februari 1964), geboren als Angelica Torn, is een Amerikaans actrice. 

## Biografie
Page werd geboren in New York als dochter van Rip Torn en Geraldine Page in een gezin van drie kinderen, later werd zij een stiefdochter van Amy Wright. 
Page begon in 1994 met acteren in de film Nobody's Fool, waarna zij nog meerdere rollen speelde in films en televisieseries. Naast het acteren voor televisie is zij ook actief in het theater. Zo speelt zij ook op Broadway: in 1993 in het toneelstuk Anna Christie, van 1998 tot en met 1999 in het toneelstuk Side Man en in 2012 in het toneelstuk Gore Vidal's The Best Man. Page is naast actrice ook lid van Actors Studio waar zij deel uitmaakt van het bestuur.

## Filmografie

### Films
- 2022 69 Parts - als Frick
- 2018 Bonds - als Doc
- 2017 Never Here - als Cleo Flitcraft
- 2016 '79 Parts - als Frick
- 2010 Mint Julep - als Deidre
- 2009 The Hungry Ghosts - als Roberta
- 2008 The Golden Boys - als Melissa Busteed
- 2008 Nothing But the Truth - als Molly Meyers
- 2008 Lucky Days - als Virginia
- 2007 Light and the Sufferer - als Marilla
- 2002 Fairie - als Morgana
- 2001 Domestic Disturbance - als Patty
- 2001 Ruby's Bucket of Blood - als Betsy Dupree
- 2000 Brooklyn Sonnet - als Gina
- 2000 Songs in Ordinary Time - als Astrid Haddad
- 2000 The Contender - als Dierdra
- 2000 Fast Food Fast Women - als Vitka
- 1999 The Sixth Sense- als mrs. Collins
- 1998 Wrestling with Alligators - als Ruby
- 1996 The Mouse - als Mary Lou Strauss
- 1994 Nobody's Fool - als Ruby